# Kyra Shade
Kyra Shade (* 2. November 1973 in Frankfurt am Main) ist der Künstlername einer ehemaligen deutschen Pornodarstellerin und Moderatorin.

## Leben
Shade arbeitete bereits während ihrer Ausbildung zur Erzieherin als Model. Es folgten Auftritte als Strip- und Tabledance-Girl in Clubs. Vor ihrem Einstieg in das Pornogeschäft besuchte sie ab 1997 Swingerclubs. Später nahm sie an einem Porno-Casting teil und wurde sofort engagiert. Ihren Künstlernamen „Kyra Shade“ erhielt sie von Porno-Regisseur Harry S. Morgan. Bis 2003 arbeitete sie ausschließlich für die deutschen Produktionsfirmen Videorama, Tabu und Magmafilm und wurde bei den Venus Awards 2002 als beste deutsche Nachwuchsdarstellerin ausgezeichnet.
Ab 2006 führte sie Interviews im DVD-Porno-Magazin Klappe 69 der Zeitschrift Happy Weekend und für die Filmreihe Magma swingt. Von 2007 bis 2013 moderierte sie 15 Folgen der Reihe Sextalk mit Kyra, die über Videorama auf DVD und per VOD vertrieben wurde. Auch hier führte sie Interviews, meist mit Betreibern von Swingerclubs und mit Paaren, die diese Clubs besuchten. Letztere wurden anschließend beim Sex gefilmt. Bis Mai 2012 führte sie etwa 50 Reportagen in Swingerclubs durch.

## Auszeichnungen
- 2002: Venus Award: Beste Nachwuchsdarstellerin Deutschland[3]
- 2007: e-Line Award: Beste Live-Reportage[5]

## Filmografie (Auswahl)
- 2001: Anmacherinnen 14: Junge Schnecken... arschgefickt
- 2002: Maximum Perversum 77: Arsch auf ich will kommen
- 2004: Maximum Perversum 83: Full Service
- 2006: Magma swingt mit Kyra
- 2007–2013: Sextalk mit Kyra 1–15